# Karl de Bouché

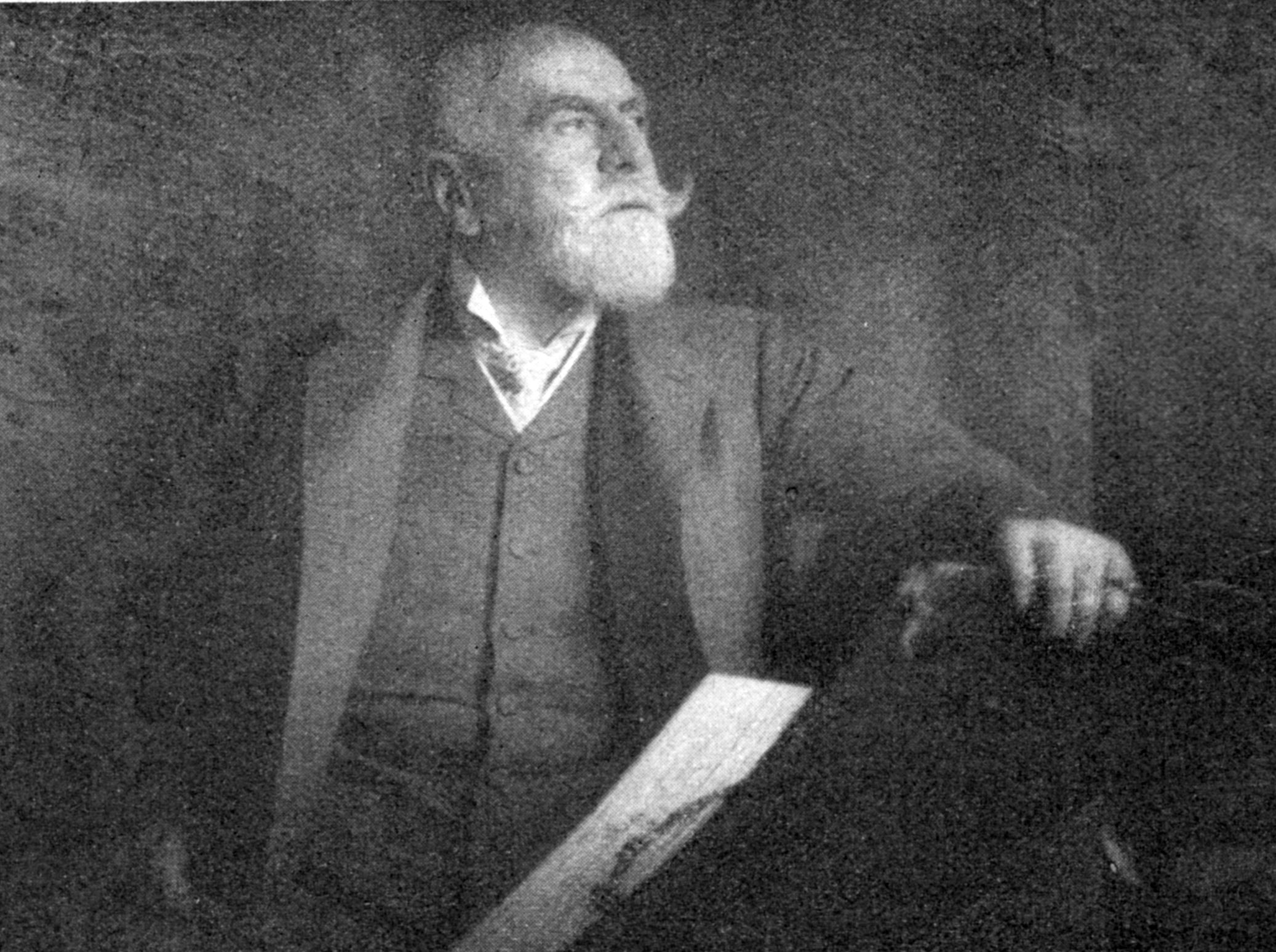
Karl de Bouché, ca. 1908

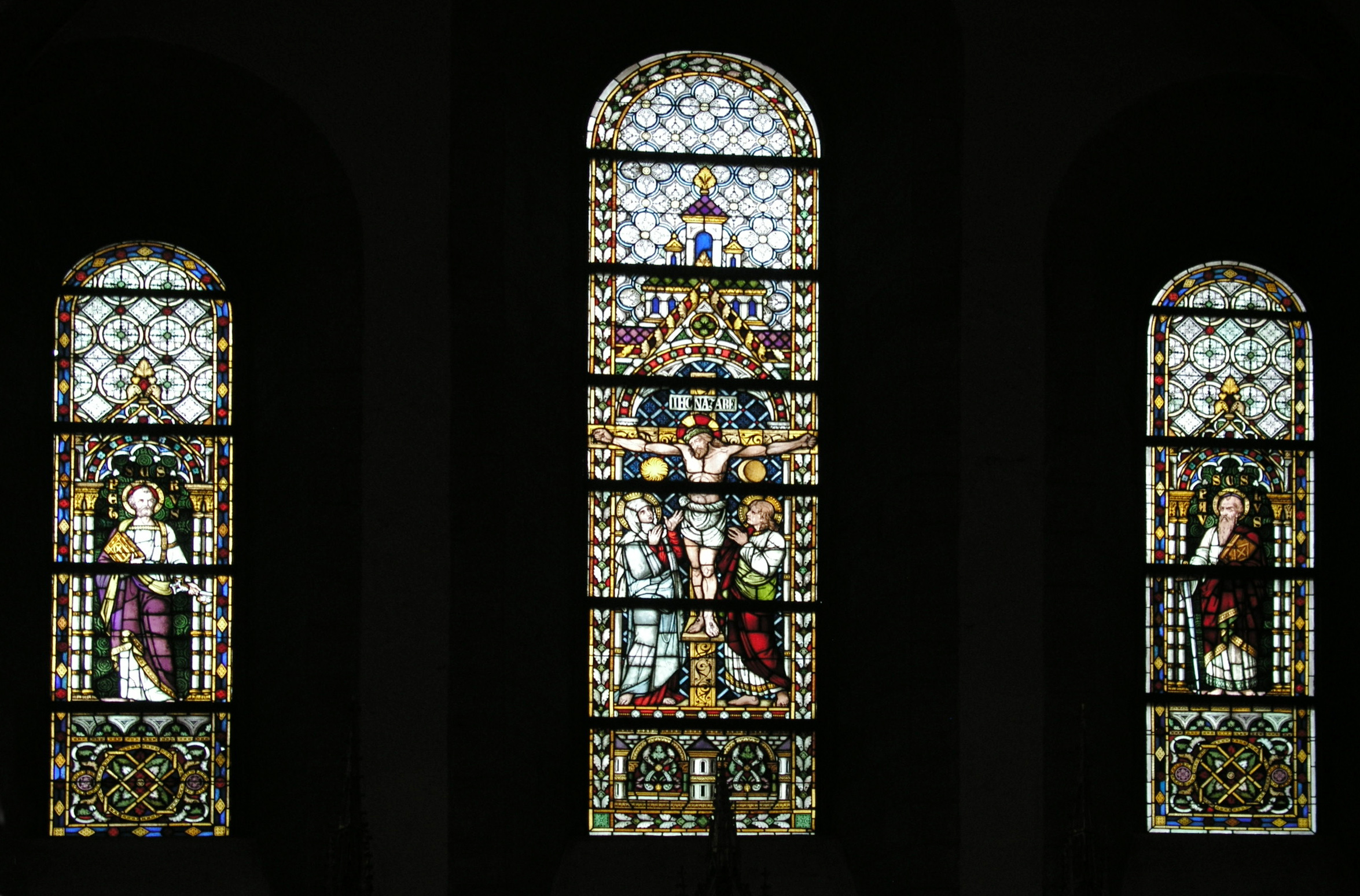
Fenster im Dom zu Visby

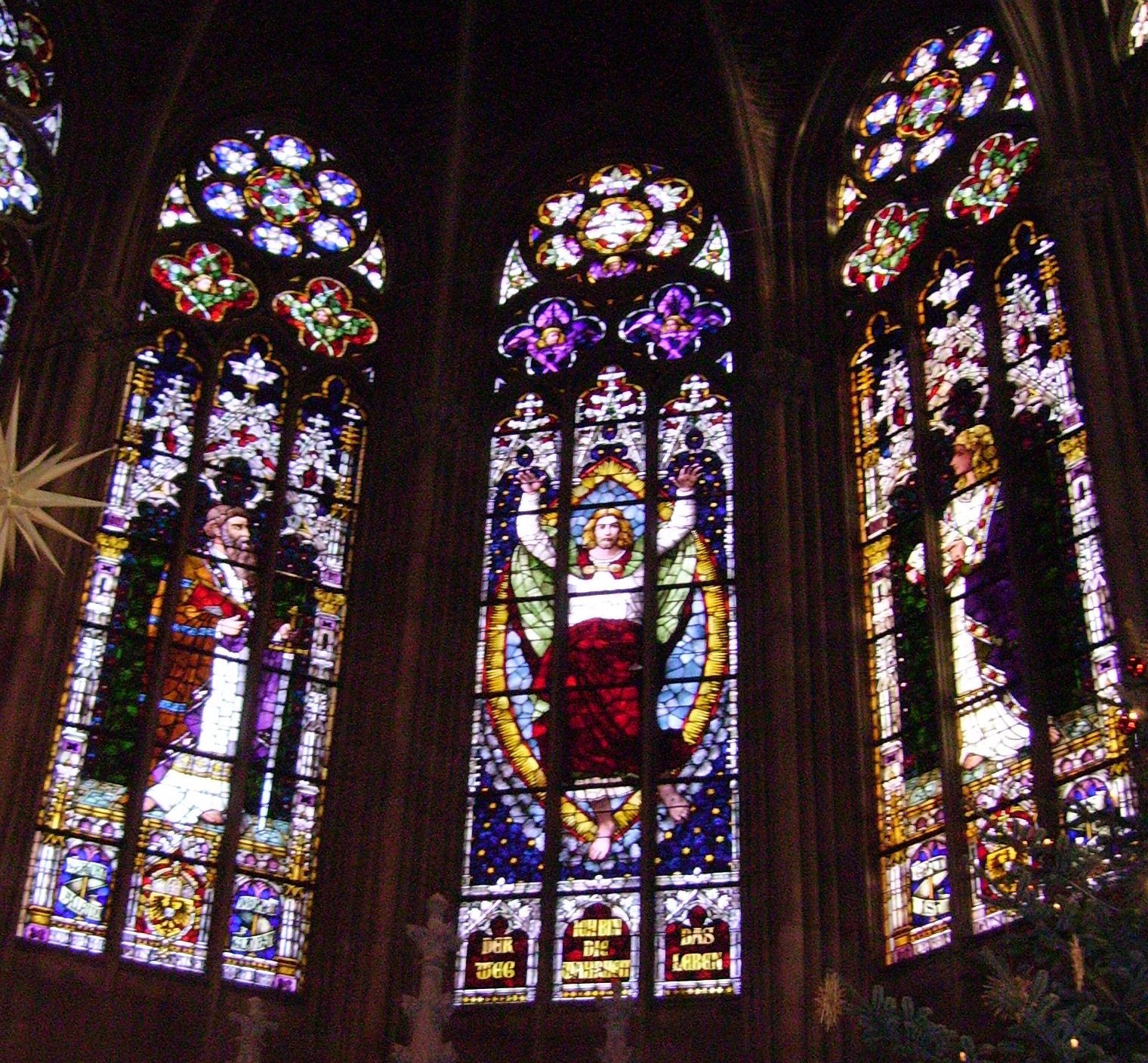
Chorfenster in Speyer

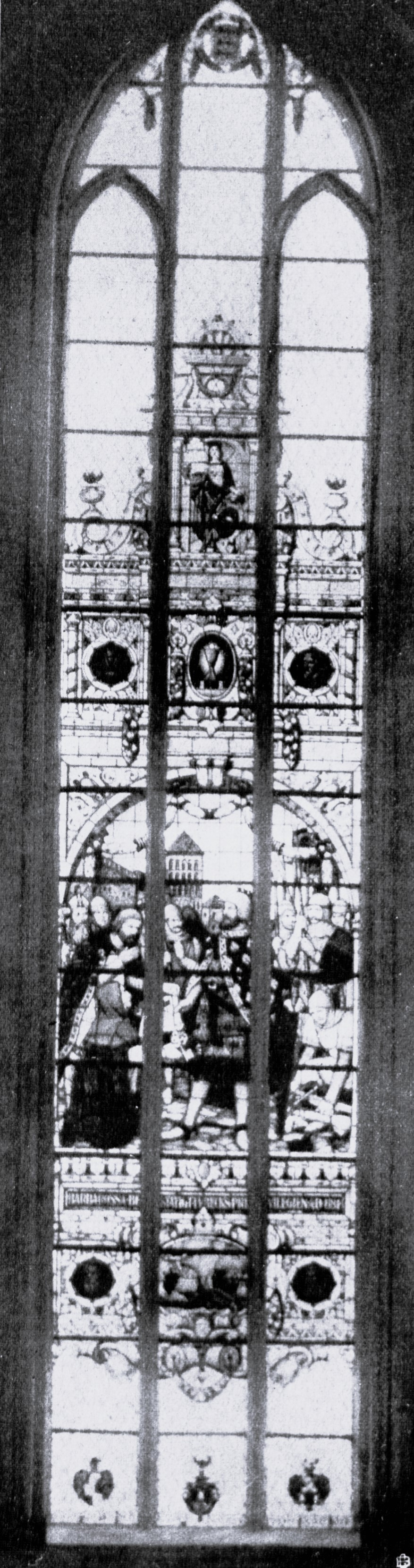
Das 1942 zerstörte Kaiserfenster in Lübeck

Karl de Bouché, auch Carl de Bouché (* 16. Juli 1845 in München; † 2. März 1920 ebenda) war ein deutscher Glasmaler des Historismus.

## Leben
Bouché studierte von 1864 bis 1867 an der Königlichen Kunstakademie München Malerei und widmete sich zunächst der Landschafts- und Genremalerei. Nebenbei beschäftigte er sich mit dem Malen auf Glas. Von 1868 bis 1873 lernte und arbeitete er in der Glasmalereiwerkstatt von Wladimir von Swertschkoff in Oberschleißheim. Am 10. Mai 1873 gründete er eine eigene Werkstatt für Glasmalerei in München, mit der er bald sehr erfolgreich wurde. 1887 konnte er ein Wohn- und Atelierhaus in der Schwabinger Ainmillerstrasse Nr. 8 errichten (1944 zerstört). Später erwarb er noch die Häuser Ainmillerstraße 7, 11 und 29. Ab 1889 firmierte er als „kgl. Hofglasmaler“, seit 1901 auch als „Hofglasmaler Seiner Majestät des Deutschen Kaisers und Königs von Preußen“. Im November 1906 stattete Kaiser Wilhelm II. dem Atelier einen Besuch ab.
1917 übernahm sein gleichnamiger Sohn und Schüler Carl de Bouché junior (* 1869) die Glasmalereianstalt, die sich dann am Nymphenburger Schlossrondell befand. Sein jüngerer Sohn Arnulf de Bouché (1872 – 1945) studierte an der Königlichen Akademie der Künste in München und wurde Akt-, Genre- und Stilllebenmaler.
Karl de Bouchés Grab befindet sich auf dem Münchner Westfriedhof. 

## Werke
Bouché lieferte vor allem Fenster für Kirchenbauten, von denen jedoch in Deutschland viele nicht erhalten sind:
- Dom zu Visby
- Augsburger Dom
- Kathedrale St. Dionysius Areopagita in Athen
- Thomaskirche (Leipzig): Bachfenster (1895)
- Nikolaikirche (Leipzig)
- Chorfenster in der Gedächtniskirche der Protestation (Speyer) (im Auftrag Kaiser Wilhelms II.)
- Kaiserfenster im Königsberger Dom, in Liegnitz, Lüneburg, Wiesbaden und in der Marienkirche (Lübeck) (1913, zerstört 1942)
- St.-Georgs-Kirche in Dinkelsbühl
- Dominikanerkirche St. Blasius (Regensburg)
- St. Anna im Lehel (Pfarrkirche)
- St. Benno (München)
- Kirche von Ålesund (Norwegen)

Von der bayerischen Staatsregierung erhielt er den Auftrag zur Restaurierung alter Glasmalereien im Regensburger Dom und in Münnerstadt.
Ebenso hat er zahlreiche Glasfenster für weltliche Bauten ausgeführt, vor allem in München, darunter im Neuen Rathaus sowie im Armeemuseum und im Hauptbahnhof.
Zu seinen im Zweiten Weltkrieg zerstörten Werken gehörten die Glasmalereifenster für die Leipziger Universität (Universitätsbibliothek, Augusteum).